# Sidney Poitier

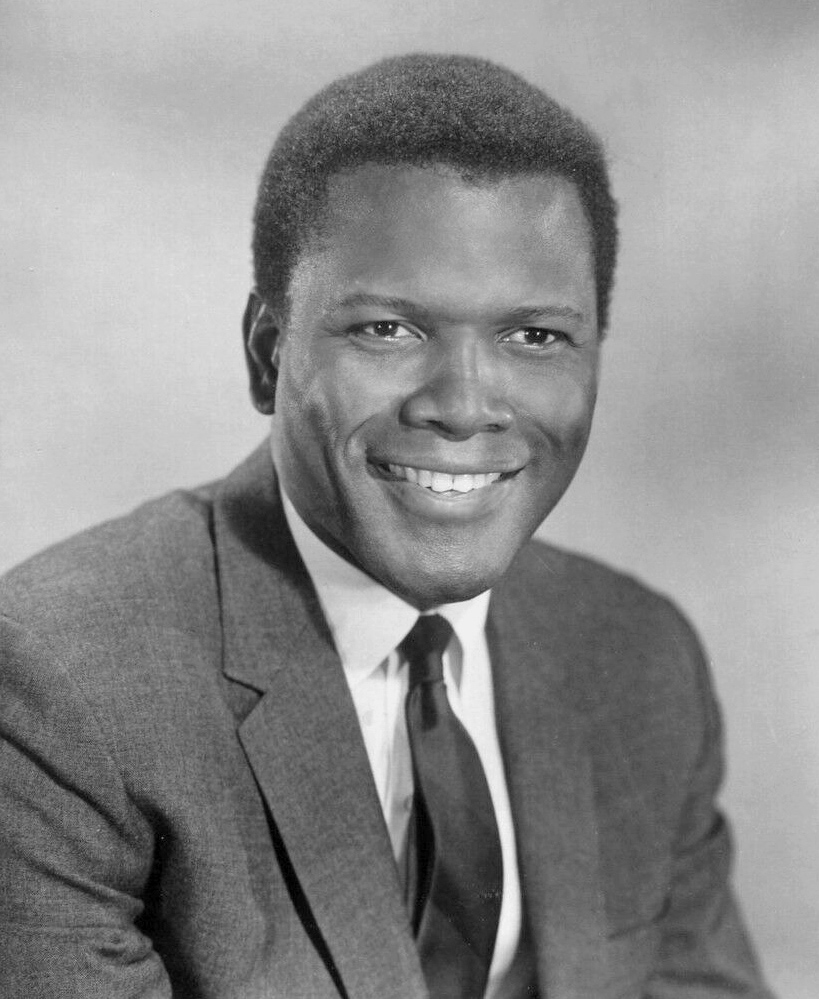
Sidney Poitier, 1968

Sir Sidney Poitier, KBE (* 20. Februar 1927 in Miami, Florida; † 6. Januar 2022 in Los Angeles, Kalifornien) war ein bahamaisch-US-amerikanischer Schauspieler und Regisseur. Für seine Rolle in Lilien auf dem Felde wurde er 1964 als erster afroamerikanischer Schauspieler mit einem Oscar für eine Hauptrolle ausgezeichnet. Daneben zählen zu seinen bekanntesten Filmen Flucht in Ketten, Rat mal, wer zum Essen kommt und In der Hitze der Nacht.

## Leben und Werk

### Frühes Leben

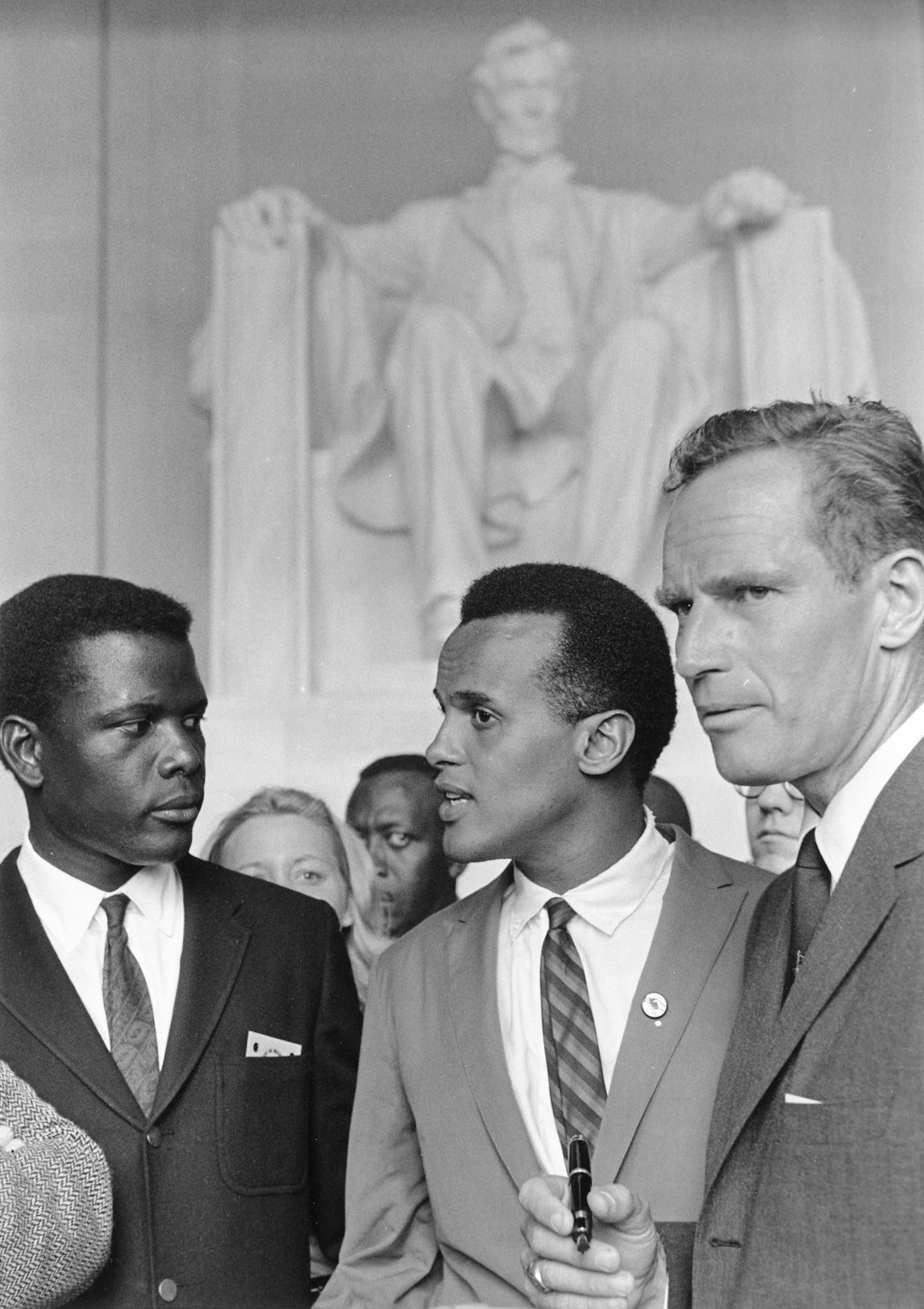
Sidney Poitier (links) mit Harry Belafonte und Charlton Heston 1963 beim Civil-Rights-Marsch

Poitiers Familie stammt ursprünglich von den Bahamas, wo er auch aufwuchs. Geboren wurde er am 20. Februar 1927 (als Geburtsdatum wird in einigen Dokumenten auch der 20. Februar 1924 genannt) in Miami im US-Bundesstaat Florida, als seine Eltern gerade dort zu Besuch waren. Dadurch war er gemäß Geburtsortsprinzip (Ius Soli) Staatsbürger der Vereinigten Staaten. Als armer Bauernsohn erhielt er nur eine einfache Schulbildung und wurde im Alter von 15 Jahren nach Miami zu seinem Bruder geschickt. Mit 18 ging er nach New York, wo er zunächst als Tellerwäscher arbeitete und zum ersten Mal mit dem Theater in Berührung kam. Er spielte in Harlem beim America Negro Theatre. Um dort einsteigen zu können, hatte er sich von seinem breiten Bahamas-Zungenschlag freimachen müssen. Von dort aus gelang ihm der Sprung an den Broadway.

### Filmkarriere
1950 holte ihn der Hollywood-Produzent Darryl F. Zanuck nach Hollywood und er spielte in seinem Filmdebüt in dem Rassismusdrama Der Haß ist blind eine zentrale Rolle als junger Arzt, der von einem rassistischen Patienten abgelehnt wird. Sein Aufstieg zum Hollywood-Star verlief allerdings eher schleppend, denn wie praktisch alle afroamerikanischen Schauspieler seiner Generation bekam er in Hollywood lange vor allem Nebenrollen angeboten. Auf sich aufmerksam machen konnte der damals 28-jährige Poitier endgültig durch die Rolle eines Schülers in dem Sozialdrama Die Saat der Gewalt (1955) von Richard Brooks. 1958 spielte er gemeinsam mit Tony Curtis die Hauptrollen in Stanley Kramers Flucht in Ketten, was ihm eine erste Oscar-Nominierung einbrachte. Mit seinen Hauptrollen in den Filmen Porgy und Bess (1959) und Ein Fleck in der Sonne (1961), die eine überwiegend schwarze Besetzung aufwiesen, etablierte sich Poitier endgültig als wichtigster afroamerikanischer Filmschauspieler seiner Generation.
Poitier wurde der erste Afroamerikaner, der Filmstar wurde und durchgängig Hauptrollen in Hollywood-Filmen spielte. Von den Erscheinungsformen des Rassismus in den Vereinigten Staaten handelt der Subtext vieler Filme, in denen er tragende Rollen spielte. 1964 erhielt Poitier für Lilien auf dem Felde (Lilies of the Field) den Oscar als Bester Hauptdarsteller. Er war der erste schwarze Schauspieler, dem diese Auszeichnung von der Filmakademie verliehen wurde. Ein besonders erfolgreiches Jahr für Poitier war 1967: In dem oscarprämierten Krimi In der Hitze der Nacht spielte er an der Seite von Rod Steiger einen afroamerikanischen Polizisten, der in den ländlichen Südstaaten an der Aufklärung eines Mordfalls beteiligt ist; in Rat mal, wer zum Essen kommt verkörperte er den zukünftigen Schwiegersohn Spencer Tracys und Katharine Hepburns, dessen Hautfarbe das Ehepaar an die Grenzen ihrer scheinbaren Liberalität bringt; in Junge Dornen spielte er die Hauptfigur nach dem gleichnamigen autobiografischen Roman von E. R. Braithwaite.
Nach seinen Erfolgen als Schauspieler vor allem in den 1960er Jahren, arbeitete er ab Anfang der 1970er Jahre auch als Regisseur. Dabei inszenierte er nicht nur Filme mit sich selbst in der Hauptrolle, sondern auch mit anderen Stars wie Harry Belafonte, Bill Cosby oder Gene Wilder. Seine eigene Zeit als Hollywood-Hauptdarsteller endete vorerst nach der von ihm gedrehten Komödie Ausgetrickst (1977), in der er neben Bill Cosby spielte. In den folgenden elf Jahren stand er nicht vor der Kamera und konzentrierte sich vor allem auf seine Karriere als Regisseur. 1988 kehrte er mit den Filmen Mörderischer Vorsprung und Little Nikita auf die Kinoleinwand zurück, im Verlauf der 1990er-Jahre war er vor allem in Fernsehproduktionen zu sehen. 2001 spielte Poitier seine letzte Rolle als Titelfigur in dem Fernsehfilm The Last Brickmaker in America.

### Gesellschaftliche Bedeutung und Ehrungen

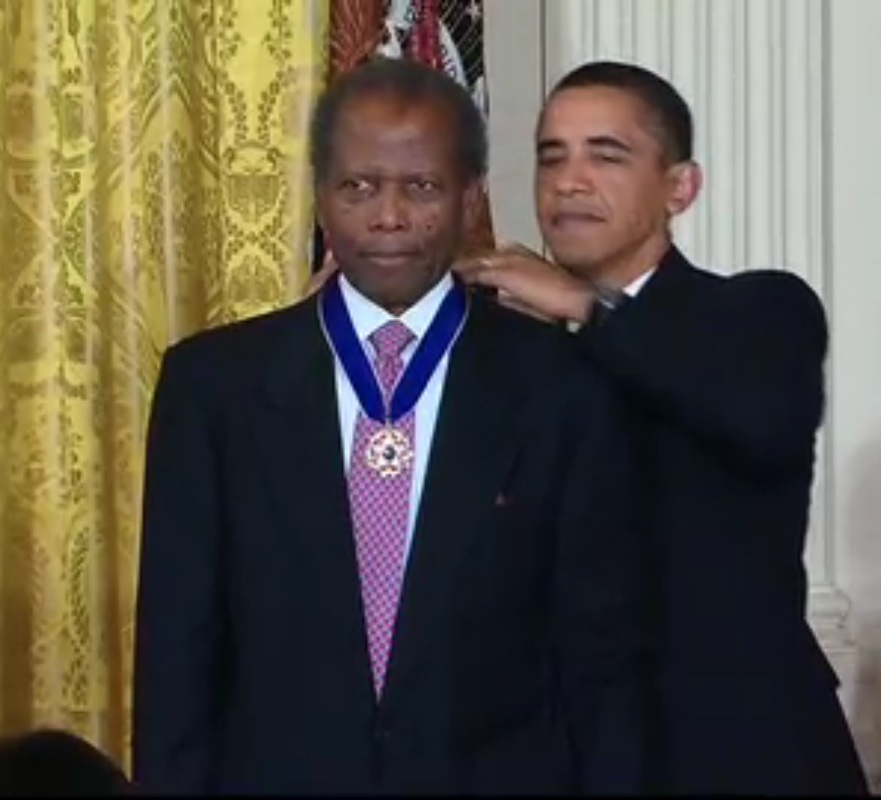
2009 erhielt Poitier von Präsident Obama die Presidential Medal of Freedom

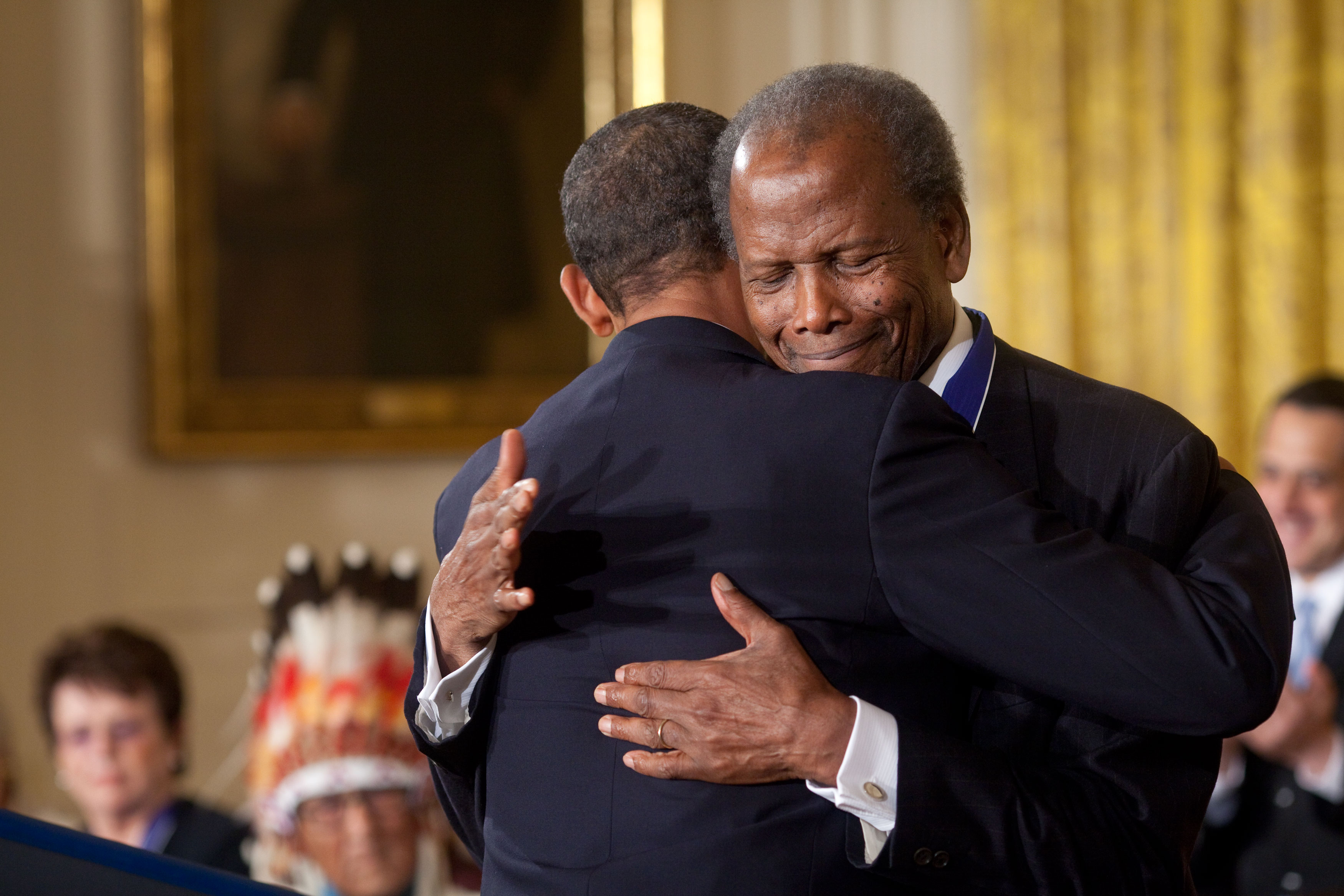

Seine Kultiviertheit in Erscheinungsbild und Auftreten machte ihn zu einem Vorbild und Kinokassenmagneten. Viele Afroamerikaner verehren ihn, darunter auch Oprah Winfrey, die Anfang 2007 seine Autobiografie The Measure of a Man zum Lese-Tipp ihres TV-Buchklubs kürte. Das Buch ist 2001 in deutscher Übersetzung von Gabriele Haefs unter dem Titel Mein Vermächtnis. Eine Art Autobiografie erschienen. Poitier unterstützte in den 1950er Jahren eine Stiftung, die Afrikanern durch Stipendienvergabe ein Studium in den USA ermöglichte. Ein Stipendiat war der Kenianer Barack Obama Senior, dessen Sohn Präsident der USA wurde. 2002 bekam er den Ehrenoscar für sein Lebenswerk.
1974 erhielt er für seine schauspielerischen Verdienste den Orden Knight Commander of the British Empire (KBE), der mit dem Titel „Sir“ verbunden ist. Obwohl in den USA geboren und damit US-Bürger, besaß Poitier aufgrund seiner Herkunft auch die Staatsbürgerschaft der Bahamas und damit auch die Bürgerrechte im britischen Commonwealth, was ihn zum Tragen des Titels „Sir“ berechtigte.
2009 wurde Poitier von Präsident Barack Obama mit der Presidential Medal of Freedom ausgezeichnet.

### Diplomatischer Dienst
Von April 1997 bis 2007 war Poitier Botschafter der Bahamas in Japan, allerdings wurde seine Tätigkeit von der Regierung der Bahamas weitgehend auf repräsentative Aufgaben beschränkt. Er selbst residierte nicht in Japan, sondern ließ sich vertreten. Außerdem vertrat Poitier die Bahamas von 2002 bis 2007 als Botschafter bei der UNESCO.

### Privates
Poitier war von 1950 bis 1965 in erster Ehe mit Juanita Hardy verheiratet. 1959 begann Poitier eine neunjährige Affäre mit der Schauspielerin Diahann Carroll. 1976 heiratete er Joanna Shimkus und blieb mit ihr bis an sein Lebensende verheiratet. Mit seiner ersten Frau hatte er vier Töchter, mit seiner zweiten zwei Töchter, darunter die Schauspielerin Sydney Tamiia Poitier. Sidney Poitier starb am 6. Januar 2022 im Alter von 94 Jahren in seinem Haus in Los Angeles.

## Filmografie
Als Darsteller
- 1947: Sepia Cinderella (als Statist)
- 1950: Der Haß ist blind (No Way Out)
- 1951: Denn sie sollen getröstet werden (Cry, the Beloved Country)
- 1952: CBS Television Workshop (Fernsehserie, Folge 1x02)
- 1952: Unternehmen Rote Teufel (Red Ball Express)
- 1952: Omnibus (Fernsehserie, Folge 1x01)
- 1952, 1955: The Philco Television Playhouse (Fernsehserie, zwei Folgen)
- 1954: Artisten des Sports (Go, Man, Go!)
- 1955: Die Saat der Gewalt (Blackboard Jungle)
- 1955: Kraft Television Theatre (Fernsehserie, Folge 2x39)
- 1956: Lebewohl, kleine Lady (Good-bye, My Lady)
- 1957: Ein Mann besiegt die Angst (Edge of the City)
- 1957: Flammen über Afrika (Something of Value)
- 1957: Weint um die Verdammten (Band of Angels)
- 1957: Das Zeichen des Falken (The Mark of the Hawk)
- 1958: Flucht in Ketten (The Defiant Ones)
- 1958: Virgin Island
- 1959: Porgy und Bess (Porgy and Bess)
- 1960: Und der Herr sei uns gnädig (All the Young Men)
- 1961: Ein Fleck in der Sonne (A Raisin in the Sun)
- 1961: Paris Blues
- 1962: Die Sprache der Gewalt (Pressure Point)
- 1963: Lilien auf dem Felde (Lilies of the Field)
- 1964: Raubzug der Wikinger (The Long Ships)
- 1965: Die größte Geschichte aller Zeiten (The Greatest Story Ever Told)
- 1965: Zwischenfall im Atlantik (The Bedford Incident)
- 1965: Stimme am Telefon (The Slender Thread)
- 1965: Träumende Lippen (A Patch of Blue)
- 1966: Duell in Diablo (Duel at Diablo)
- 1967: Junge Dornen (To Sir, with Love)
- 1967: In der Hitze der Nacht (In the Heat of the Night)
- 1967: Rat mal, wer zum Essen kommt (Guess Who’s Coming to Dinner)
- 1968: Liebling (For Love of Ivy)
- 1969: The Lost Man – Es führt kein Weg zurück (The Lost Man)
- 1970: Zehn Stunden Zeit für Virgil Tibbs (They Call Me MISTER Tibbs!)
- 1971: Brother John – Der Mann aus dem Nichts (Brother John)
- 1971: Die Organisation (The Organization)
- 1972: Der Weg der Verdammten (Buck and the Preacher)
- 1973: A Warm December
- 1974: Samstagnacht im Viertel der Schwarzen (Uptown Saturday Night)
- 1975: Die Wilby-Verschwörung (The Wilby Conspiracy)
- 1975: Drehn wir noch’n Ding (Let’s Do It Again)
- 1977: Ausgetrickst (A Piece of the Action)
- 1979: Paul Robeson: Tribute to an Artist (Dokumentarfilm, Stimme)
- 1988: Mörderischer Vorsprung (Shoot to Kill)
- 1988: Little Nikita
- 1991: Gleichheit kennt keine Farbe (Separate But Equal, Miniserie, zwei Folgen)
- 1992: Sneakers – Die Lautlosen (Sneakers)
- 1995: Die Rache der Gejagten (Children of the Dust, Miniserie, zwei Folgen)
- 1996: To Sir, with Love II (Fernsehfilm)
- 1997: Mandela und De Klerk – Zeitenwende (Mandela and de Klerk, Fernsehfilm)
- 1997: Der Schakal (The Jackal)
- 1998: Free of Eden (Fernsehfilm)
- 1998: David and Lisa (David & Lisa, Fernsehfilm)
- 1999: Das Leben ist was Wunderbares (The Simple Life of Noah Dearborn, Fernsehfilm)
- 2001: The Last Brickmaker in America (Fernsehfilm)

Als Regisseur
- 1972: Der Weg der Verdammten (Buck and the Preacher)
- 1973: A Warm December
- 1974: Samstagnacht im Viertel der Schwarzen (Uptown Saturday Night)
- 1975: Drehn wir noch’n Ding (Let’s Do It again)
- 1977: Ausgetrickst (A Piece of the Action)
- 1980: Zwei wahnsinnig starke Typen (Stir Crazy)
- 1982: Der Geisterflieger (Hanky Panky)
- 1985: Fast Forward – Sie kannten nur ein Ziel (Fast Forward)
- 1990: Ghost Dad

## Theater
Als Darsteller
- 1946: Lysistrata (Belasco Theatre, New York City)
- 1947: Anna Lucasta (National Theatre, New York City)
- 1959: A Raisin in the Sun (Ethel Barrymore Theatre, New York City)
- 1960: A Raisin in the Sun (Belasco Theatre, New York City)

Als Regisseur
- 1968: Carry Me Back to Morningside Heights (John Golden Theatre, New York City)

## Spoken-Word-Aufnahmen
- 1955: Sidney Poitier with Doris Belack – Poetry of the Negro (Glory)
- 1964: Jackie Barnett presents Sidney Poitier – Poitier Meets Plato (Warner Bros. Records)
- 1970: Jackie Barnett presents Sidney Poitier – Journeys Inside The Mind – The Dialogues of Plato (Warner Bros. Records)

## Auszeichnungen und Ehrungen

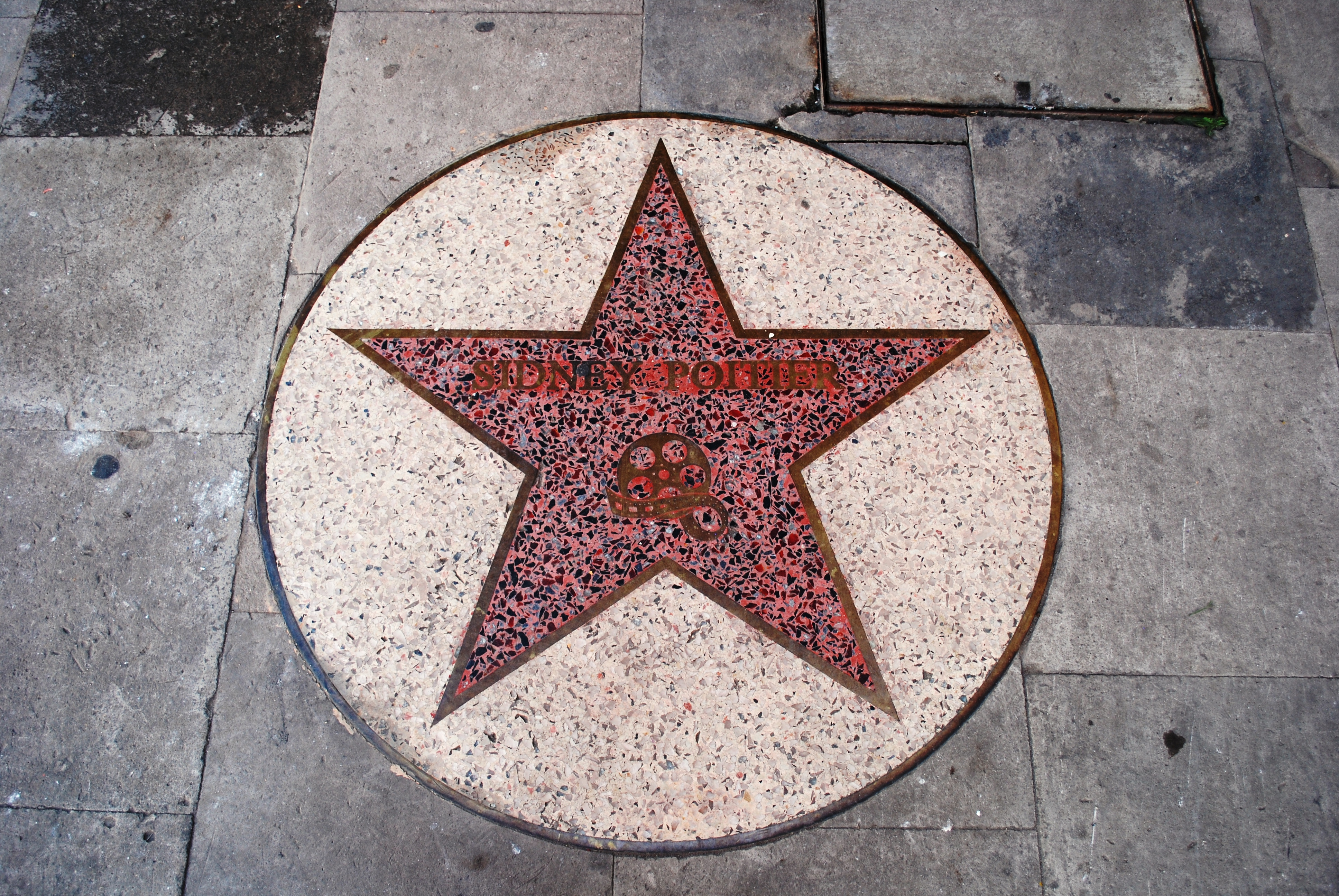
Sidney-Poitier-Stern am Paseo de las Estrellas am Paseo Constitución in Victoria de Durango, Mexiko

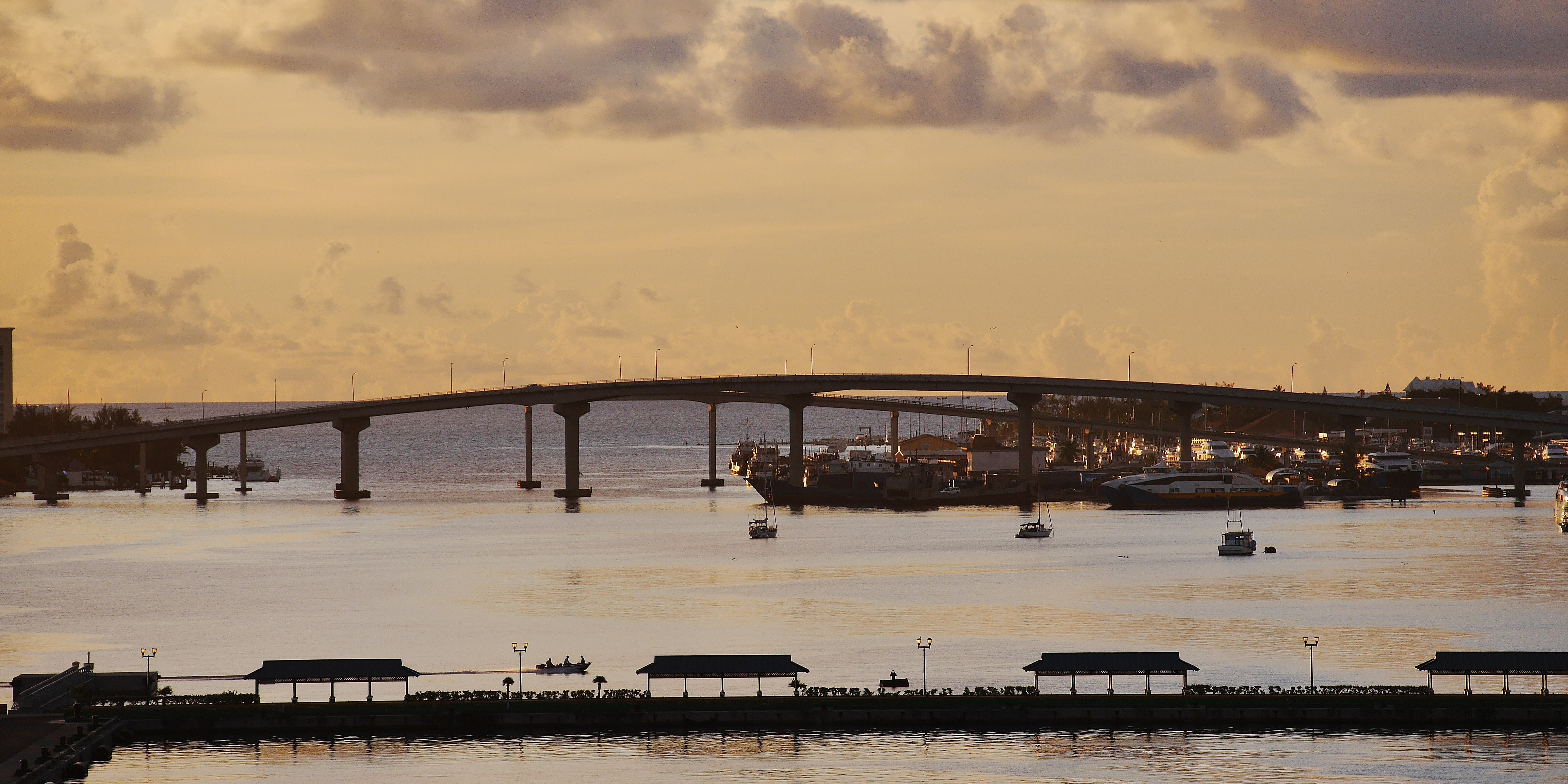
Sir Sidney Poitier Bridge, Bahamas

- 1958: Silberner Bär als Bester Schauspieler für Flucht in Ketten
- 1958: Nominierung für den British Film Academy Award als Bester ausländischer Darsteller für Ein Mann besiegt die Angst
- 1959: Oscar-Nominierung als Bester Hauptdarsteller für Flucht in Ketten
- 1959: Golden-Globe-Nominierung als Bester Hauptdarsteller in einem Drama für Flucht in Ketten
- 1959: British Film Academy Award als Bester ausländischer Darsteller für Flucht in Ketten
- 1962: Nominierung für den British Film Academy Award als Bester ausländischer Darsteller für Ein Fleck in der Sonne
- 1963: Silberner Bär als Bester Schauspieler für Lilien auf dem Felde
- 1964: Oscar als Bester Hauptdarsteller für Lilien auf dem Felde
- 1964: Golden Globe als Bester Hauptdarsteller in einem Drama für Lilien auf dem Felde
- 1965: Nominierung für den British Film Academy Award als Bester ausländischer Darsteller für Lilien auf dem Felde
- 1966: Golden-Globe-Nominierung als Bester Hauptdarsteller in einem Drama für Träumende Lippen
- 1967: Nominierung für den British Film Academy Award als Bester ausländischer Darsteller für Träumende Lippen
- 1968: Nominierung für den British Film Academy Award als Bester ausländischer Darsteller für In der Hitze der Nacht
- 1974: Ritterschlag: Knight Commander of the British Empire (KBE)
- 1992: AFI Life Achievement Award
- 1999: Screen Actors Guild Life Achievement Award
- 2002: Ehrenoscar für sein Lebenswerk
- 2005: Aufnahme in die American Academy of Arts and Sciences
- 2009: Freiheitsmedaille
- 2016: British Academy of Film and Television Arts (BAFTA): Fellowship[10]

## Literatur

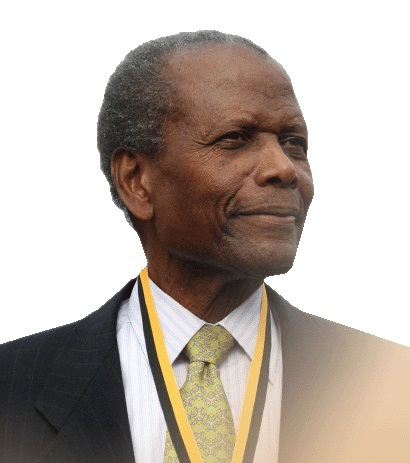
Sidney Poitier (2013)

## Filmdokumentationen
- Sidney Poitier, ein Outsider in Hollywood (Sidney Poitier, un outsider à Hollywood). Dokumentarfilm von Catherine Arnaud, arte, Frankreich 2008, 70 Minuten.
- Sidney. Dokumentarfilm von Reginald Hudlin, USA 2022, 106 Minuten